# 이진상
이진상(李震相, 1818년~1886년)은 조선 말의 유학자이다. 자는 여뢰(汝雷), 호는 한주(寒洲). 경사(經史)에 밝았고, 성력(星曆)·산수·의약·복서(卜筮)에 통달하였다. 특히 성리학에 전심, 이기이원론(理氣二元論)과 심즉리(心卽理)설을 주장하여 주리설(主理說)의 완성자가 되었다.
그의 저서 《한주집(寒州集)》 《이학종요(理學宗要》에 나타난 사상을 요약하면 다음과 같다.
1. 기(氣)를 인정하여, 주기(主氣)로 귀착하는 주기설, 노장(老莊), 불교, 순자(荀子), 양주(楊朱) 등은 모두 이단(異端)으로, 이(利)의 근저에 도달할 수 없다.
2. 성(性)은 이(理)일 뿐이요, 심(心)도 역시 이이며, 정(情)도 그 근인(根因)은 역시 이니 모두가 일리(一理)에 근원한 것으로 이발(理發)만이 있고, 기발(氣發)은 있을 수 없다.
3. 이(理)는 주인이요 기(氣)는 종(從)이니, 움직이거나 정지할 수 있는 것은 오직 이뿐이요, 이의 동정(動靜)에 따라 기의 동정이 생겨나는 것이다.
4. 4단은 이가 경기(經氣)를 승(乘)한 것이요, 7정은 이가 위기(緯氣)를 승한 것이니, 4단7정은 이가 승하는 기의 경위(經緯)에 따라 결정된다.
5. 왕양명(王陽明)이 <심즉리>를 말하였으나 그것은 기(氣)를 이(理)로 오인한데서 온 오류이니 실은 '심즉기(心卽氣)'를 주장한 것이나 다름없다.

조선 후기 성리학의 6대가 중 한 명으로 불린다.